# 郑章镇
郑章镇，是中国河北省安国市下辖的一个乡镇级行政单位。

## 行政区划
郑章镇下辖以下地区：
郑章村、韩村、杨翟村、东柴村、东里村、西里村、南王买村、北王买村、边庄村、行唐村、东桄村、南辛庄村、西桄村、路根村、小王买村、海市村、新安村、谢庄村、梨园村、营二里村、常庄村和侯村。